# Alfred Boskovsky
Pour les articles homonymes, voir Boskovsky.
Alfred Boskovsky (né le 9 février 1913 à Vienne, décédé le 2 juillet 1990 à Vienne) est un clarinettiste classique autrichien.
Violoniste de formation, Alfred Boskovsky joue dans des concerts en famille au sein d'un quatuor à cordes. Il commence à jouer de la clarinette à l'âge de 16 ans, lorsqu'il entre à l'Académie de musique de Vienne dans la classe de Leopold Wlach. Peu après sa sortie de l'Académie (1936), il est invité par Felix Weingartner à rejoindre l'orchestre du Wiener Staatsoper, et un an plus tard, il entre au Wiener Philharmoniker, où il devient clarinette solo en 1941.

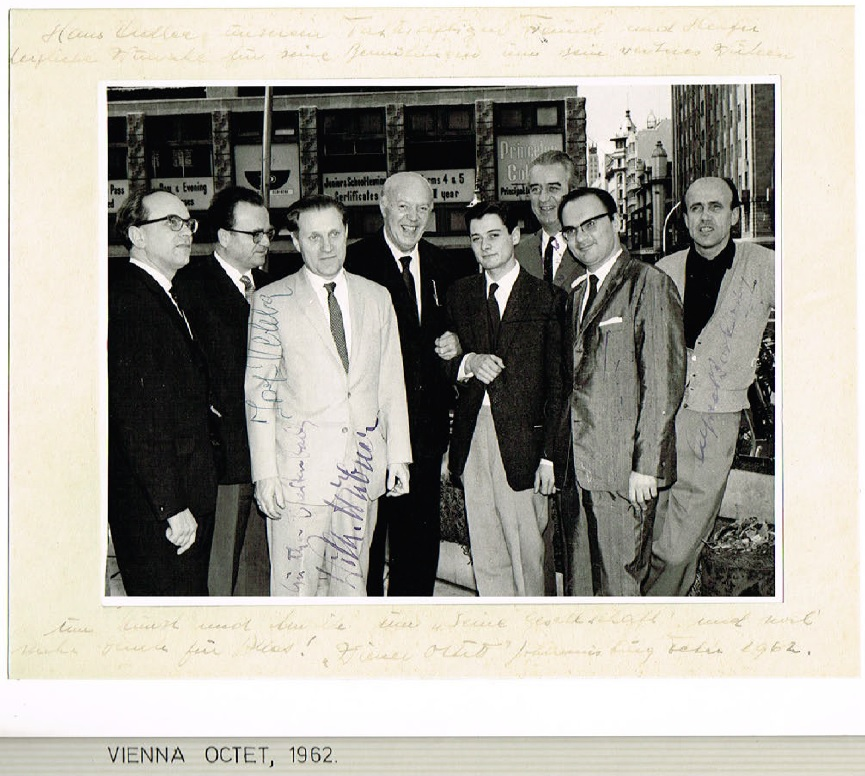
Wiener Oktett en tournée en Afrique du Sud (1962), Alfred à droite.

À partir de 1940, il enseigne à l'Académie et après la guerre, il donne de nombreux concerts avec le Wiener Oktett (octuor de Vienne), fondé en 1947 avec son frère Willi Boskovsky, célèbre chef d'orchestre.
Alfred Boskovsky possèdait un son propre et un style classique pour ses interprétations. Il excellait également à la clarinette basse.
Alfred Boskovsky a également été secrétaire général des Philharmoniker.
Les enregistrements de Boskovsky du trio pour clarinette de Johannes Brahms (1954 et 1962) ont été particulièrement bien accueillis par la critique.